# Тріадологія
Тріадоло́гія (від гр. Τριάδα — Трійця і λόγος — учення, слово) — галузь християнського богослів'я, що займається вивченням питань про Святу Трійцю.